# جورج غوردي
جورج غوردي (بالفرنسية: Georges Gourdy)‏ (مواليد 11 أكتوبر 1905) هو ملاكم فرنسي، مثّل بلاده في الألعاب الأولمبية الصيفية 1924.

## روابط خارجية
جورج غوردي على موقع بوكس ريك (الإنجليزية) (registration required)
- جورج غوردي على موقع أوليمبيديا (الإنجليزية)